# Liste der Straßen in Birkigt (Freital)

Lage von Birkigt in Freital

Die Liste der Straßen in Birkigt enthält alle benannten Straßen des Stadtteils Birkigt der Großen Kreisstadt Freital im Landkreis Sächsische Schweiz-Osterzgebirge.
In Birkigt sind 16 Straßen benannt. Das Straßennetz des Stadtteils wird zum einen durch dessen Hanglage und andererseits durch die Windbergbahn beeinflusst, an deren Gleisanlagen sich die Straßenverläufe zum Teil orientieren. Einige Bahnübergänge und Unterführungen sind auch nur für Fußgänger freigegeben. Wichtige Straßen Birkigts sind die Coschützer, die Gitterseer und die Bannewitzer Straße. Die Coschützer Straße verbindet Potschappel mit Coschütz und tangiert dabei den Stadtteil Birkigt im Norden. Die Gitterseer und Bannewitzer Straße stellen dann die Verbindung in den Ortskern her und binden Birkigt über die Straße „Leisnitz“, die sich aber nicht auf Birkigter Gemarkung befindet, in Richtung Burgk an. Über die Verbindung Coschützer Straße–Gitterseer Straße–Bannewitzer Straße betreibt der Regionalverkehr Sächsische Schweiz-Osterzgebirge die Buslinie 164 im Stadtverkehr Freital in Richtung Weißig und Kleinnaundorf/Bannewitz.

## Legende
Die nachfolgende Tabelle gibt eine Übersicht über die vorhandenen Straßen und Plätze im Stadtteil sowie einige dazugehörige Informationen. Im Einzelnen sind dies:
- Bild: Foto der Straße.
- Name/Lage: Aktuelle Bezeichnung der Straße oder des Platzes sowie unter ‚Lage‘ ein Koordinatenlink, über den die Straße oder der Platz auf verschiedenen Kartendiensten angezeigt werden kann. Die Geoposition gibt dabei ungefähr die Mitte der Straße an.
- Namensherkunft: Ursprung oder Bezug des Namens.
- Anmerkungen: Weitere Informationen bezüglich anliegender Institutionen, der Geschichte der Straße, historischer Bezeichnungen, Kulturdenkmalen usw.

## Straßenverzeichnis
| Bild   | Name/Lage                     | Namensherkunft                                                                    | Anmerkungen |
| ------ | ----------------------------- | --------------------------------------------------------------------------------- | --- |
| Bilder | Am Brunnen (Karte)            |                                                                                   | |
|        | Am Geiersgraben (Karte)       |                                                                                   | |
|        | Bannewitzer Straße (Karte)    | Bannewitz, Nachbargemeinde Freitals im Landkreis Sächsische Schweiz-Osterzgebirge | Vor der Eingemeindung nach Freital hieß die Straße Burgker Straße. |
|        | Bergmannstraße (Karte)        | Bergmann, Berufsbezeichnung für Arbeiter im Bergbau                               | Siehe auch: Bergmannstraße in Burgk |
|        | Birkigter Höhe (Karte)        | Höhe in der Ortslage Birkigt                                                      | Die Straße ist Teil einer Eigenheimsiedlung aus 29 Häusern, die zwischen 2011 und 2015 errichtet wurden. |
| Bilder | Blumenstraße (Karte)          |                                                                                   | An der Blumenstraße befindet sich ein Gedenkstein für die Opfer des Luftangriffs auf Freital und Gittersee am 24. August 1944. |
|        | Breite Straße (Karte)         |                                                                                   | |
| Bilder | Coschützer Straße (Karte)     | Coschütz, Stadtteil der Landeshauptstadt Dresden                                  | Siehe auch: Coschützer Straße in Potschappel |
|        | Finkenmühlenstraße (Karte)    |                                                                                   | Früher war diese Straße in Hohe Straße und Elisabethstraße geteilt. |
| Bilder | Gitterseer Straße (Karte)     | Gittersee, an Birkigt angrenzender Stadtteil der Landeshauptstadt Dresden         | Vor der Eingemeindung nach Freital trug die Gitterseer Straße den Namen Potschappler Straße. Das Schulgebäude Gitterseer Straße 28 sowie zwei Wohnstallhäuser (Gitterseer Straße 44 und 46) sind denkmalgeschützt. Siehe auch: Gitterseer Straße in Potschappel |
|        | Grundweg (Karte)              | Verlauf im Talgrund des Birkigtbaches                                             | |
|        | Kesselgrundweg (Karte)        |                                                                                   | |
|        | Kleine Siedlerstraße (Karte)  |                                                                                   | Bis zum 31. Oktober 2014 hieß sie nur Siedlerstraße. Da es in Pesterwitz eine gleichnamige Straße gab, wurde der Birkigter Straßenname geändert. |
| Bilder | Ludwig-Richter-Straße (Karte) | Ludwig Richter (1803–1884), Maler und Zeichner                                    | An der Straße befindet sich die Ludwig-Richter-Grundschule Birkigt. |
|        | Meiselschachtweg (Karte)      | Meiselschacht, ehemalige Schachtanlage in Gittersee                               | |
|        | Zschiedger Weg (Karte)        | Zschiedge, Gemarkung im Freitaler Stadtteil Burgk                                 | Siehe auch: Zschiedger Weg in Potschappel |